# Football Manager
Football Manager, FM, är en serie managerspel för Windows, Mac och Linux där spelaren tar rollen som tränare för ett fotbollslag. Spelet har utvecklats av Sports Interactive och publiceras av Sega. Football Manager är en vidareutveckling av Championship Manager-serien. Orsaken till namnbytet är att den tidigare publiceraren Eidos behöll rättigheterna till namnet Championship Manager efter att parterna kommit fram till en uppgörelse 2004. I samma uppgörelse behöll Sports Interactive rättigheterna till källkoden, och spelserien är därför i allt väsentligt en fortsättning av Championship Manager-serien. Den senaste upplagan av spelet hade release den 7 november 2022 under namnet Football Manager 2023, eller FM 2023.
I USA och Kanada säljs spelet under namnet Worldwide Soccer Manager, WSM, i Sydamerika under Fútbol Manager.
Det finns även en äldre och orelaterad spelserie som publicerades under namnet Football Manager.

## Football Manager 2005
Efter att ha förlorat varumärket valdes Football Manager som nytt varumärke. Football Manager 2005, FM 2005, var den första upplagan av spelet under detta namn. Denna upplaga innehöll förutom den sedvanliga databasuppdateringen bl.a. även ett uppdaterat användargränssnitt, mediekommentarer som "mind games" mot andra managers, möjlighet att annonsera efter personal, tränarrapporter om laget och förbättrad nyhetsfunktion.
På grund av problem med att få licenser till att använda vissa namn och varumärken var detta också första spelet där till exempel Oliver Kahn heter Jens Mustermann i spelet, och alla europeiska cuper går under andra namn än de riktiga.

## Football Manager 2006
Football Manager 2006, FM 2006, släpptes i slutet av oktober 2005, två veckor för tidigt p.g.a. att vissa (främst grekiska) återförsäljare börjat sälja spelet i förtid. Förändringar jämfört med FM 2005 var bl.a. att träningsmodulen förenklats och en möjlighet att ge match- och eftersnack till spelarna i samband med matcher. Förenklade versioner av spelet släpptes även till Xbox 360, och under namnet FM Handheld till PSP.

## Football Manager 2007
Football Manager 2007, FM 2007, släpptes i oktober 2006, några dagar tidigare än beräknat, p.g.a. att vissa (återigen främst grekiska) återförsäljare börjat sälja spelet i förtid. Nyheter i spelserien var bl.a. förbättrat scoutingsystem, möjlighet till samarbetsavtal med andra klubbar, fler möjligheter till mediekommentarer och möjlighet att välja "bakgrund" för sin manager. Förenklade versioner av spelet släpptes även till Xbox 360, och under namnet FM Handheld till PSP.

## Football Manager 2008
En fortsättning på Sport Interactives managerspel som har blivit en storsäljare speciellt i Sverige. Målet i spelet är att leda en klubb i fotboll som manager genom att spela matcher, sälja och köpa spelare och så vidare. Man kan också vara tränare för landslag.

## Football Manager 2009
2009 introducerades 3d i matchmotorn.
Football Manager 2009 släpptes den 14 november 2008.

## Football Manager 2010
Football Manager 2010 släpptes under hösten 2009.

## Football Manager 2011
Nytt för 2011 var att alla förhandlingar går via spelarnas agenter. 

## Football Manager 2012
De största nyheterna i Football Manager 2012, som hade release 21 oktober 2011, var följande:
- Scouting: Ett nytt mer detaljerat system för scouting samt rapporter
- Matchmotorn: Nya animationer, fler arenor med mera i 3D-animation
- Spelbara ligor: Man kunde lägga till eller ta bort spelbara ligor under spelets gång
- Taktiksnack: Man kan prata med spelarna i en viss ton för att specificera hur man säger saker
- Interface: Ny layout, nya filter med mera

## Football Manager 2013
På en presskonferens i september avslöjade skaparna några av nyheterna för Football Manager 2013. Bland nyheterna var att det finns sportchefer, som man kan lämna över ansvaret till för vissa saker som man själv hade varit tvungen att göra i de tidigare spelen. Det kom även ett nytt lånesystem och ett nytt spelsätt, "Classic Mode", där spelare kunde gå igenom en säsong på åtta timmar utan att behöva bry sig om träning eller matchsnack.

## Football Manager 2014
Den största nyheten för Football Manager 2014 var att man kan spara sitt spel och fortsätta på en annan dator. Sättet som man genomför transfers på har blivit mer realistiskt och man kan köpa en spelare och direkt låna ut honom till hans förra klubb. En annan nyhet var att AI:n hos motståndartränaren förbättrades, och han var mer benägen att ändra sitt lags taktik beroende på hur spelaren agerar. Man kan även ge spelare mer specificerade roller och nya direktiv.
För första gången i spelets historia släpptes en version till Linux samtidigt som PC-versionen.

## Football Manager 2015
Nyheterna för 2015 års Football Manager var bland annat att man kan välja vilken typ av manager man vill vara. Antingen en som tillbringar störst tid på träningsplanen, eller en taktiskt tränare som ägnar mer tid åt laguttagningar och värvningar av spelare. Spelet fick en helt ny layout och matchmotorn har förbättrats med över 2000 nya animationer. Jobbintervjuerna som lanserades året innan har fått större variation och blir mer detaljerade ju längre spelarens karriär pågår. Football Manager 2015 har även introducerat FFP (Financial Fair Play), precis som det är i verkligheten.

## Football Manager 2016
13 november 2015 släpptes Football Manager 2016. Nytt för året var att man kan skapa managern som man själv är, allt från hårfärg till vilken kostym man har på sig under matchdagen. Matchmotorn får ytterligare 2000 nya animationer. Taktiken på fasta situationer har blivit djupare och highlightsfunktionen har förbättrats. Presskonferenserna har blivit mer varierade, och är man utan klubb kan man fortfarande få frågor från pressen. Man kan även ta bort existerande lag och lägga till helt nya påhittade.